# Vanguarda (São Tomé)
Vanguarda é uma aldeia de São Tomé e Príncipe, localiza-se no distrito de Mé-Zóchi, ilha de São Tomé, próxima às localidades de Bom Sucesso, Quinta das Flores, Nova Moca e Mulembu.